# Paul Karrer
Paul Karrer (Moscou, Rússia 1889 - Zúric, Suïssa 1971) fou un químic i professor universitari suís guardonat amb el Premi Nobel de Química l'any 1937.

## Biografia
Va néixer el 21 d'abril de 1889 a la ciutat de Moscou, fill dels ciutadans suïssos Paul Karrer i Julie Lerch. La seva família va retornar a Suïssa el 1892, i Karrer va assisitir a les escoles de Wildegg, Lenzburg i Aarau. Va estudiar química a la Universitat de Zúric, sota la supervisió d'Alfred Werner, i després d'obtenir el doctorat l'any 1911, va passar uns anys com a assistent a l'Institut Químic. Posteriorment va obtenir un lloc en l'Institut Quimicoterpèutic George Speyer de Frankfurt del Main, on va ser ajudant del Premi Nobel Paul Ehrlich. L'any 1918 va tornar a Züric com a professor auxiliar de química orgànica i el 1919 fou nomenat professor de química d'aquesta universitat i, posteriorment, director del seu Institut de Química.
Karrer va morir a la seva residència de Zúric el 18 de juny de 1971.

## Recerca científica
Les seves investigacions més notables van estar relacionades amb els carotenoides i les flavines, descobrint que alguns d'ells, com el carotè i la riboflavina, actuen com a provitamines A i B2, respectivament. L'any 1938 va aconseguir sintetitzar el compost denominat alfatocoferol, que corregeix l'esterilitat carencial de manera anàloga a la vitamina E.
L'any 1937 fou guardonat amb la meitat del Premi Nobel de Química per les seves investigacions sobre els carotenoides, flavines i la vitamina A i vitamina B2. L'altra meitat del premi recaigué en el químic britànic Walter Norman Haworth per les seves investigacions sobre els carbohidrats i la vitamina C.